# JWP
JWP (z polského  Jaśnie Wielmożni Panowie) je polská hip hopová skupina založená v roce 1996 ve Varšavě. Sestává z raperů Ero, Kosi, Doni a Foster.